# Centrum badań nad społeczeństwem
Centrum analityczne CEDOS (ukr. Аналітичний центр CEDOS; wcześniej Centrum badań nad społeczeństwem, ukr Центр дослідження суспільства, ЦДС) – niezależne, niedochodowe centrum analityczne do badania problemów społecznych oraz zbiorowych protestów na Ukrainie. Działa z 2009 roku jako organizacja pozarządowa i skupia się na analizie reform edukacyjnych, monitorowaniu protestów oraz działalności represyjnej, analizie polityki miejskiej oraz badaniu migracji.
Misją CEDOS jest stworzenie uzasadnionej metodologicznie, krytycznej, refleksyjnej wiedzy dla aktywistów i działaczy ruchów społecznych, dziennikarzy, ekspertów, polityków, naukowców oraz ogółu społeczeństwa.
Z oficjalnej strony CEDOS:

Centrum aktywnie wspiera idei egalitarnego i sprawiedliwego społeczeństwa, nie zgadza się z polityką prywatyzacji albo komercjalizacji usług społecznych i dóbr publicznych oraz potępia wszelką dyskryminację, w tym na podstawie wskaźników społeczno-ekonomicznych, płci, orientacji seksualnej, narodowości, rasy oraz wieku.

Z materiałów prezentowanych na stronie CEDOS wolno korzystać nie zmieniając treści oraz bez zmian warunków licencji Creative Commons.

## Historia
Centrum zostało założone w 2009 roku przez młodych analityków i badaczy – absolwentów i wykładowców Akademii Kijowsko-Mohylańskiej oraz innych wiodących ukraińskich i światowych uczelni. 
Na czele Centrum stała Inna Sovsun, po powołaniu jej na stanowisko wiceministra edukacji i nauki od 2014 roku dyrektorem operacyjnym został Taras Doronyuk, Iegor Stadny został powołany kierownikiem programów edukacyjnych, a później dyrektorem wykonawczym.
Od 2014 zespół monitorowania i analizu zbiorowych protestów na Ukrainie pozostawił Centrum badań nad społeczeństwem.
18 lutego 2015 CEDOS wszczął internetowe czasopismo analityczne o mieście Mistosite.
W kwietniu 2015 Centrum badań nad społeczeństwem zmieniło nazwę na Centrum analityczne CEDOS. 

## Kierunki badań
- Edukacja. CEDOS jest jednym z wiodących ośrodków badawczych w dziedzinie szkolnictwa wyższego na Ukrainie. Centrum bada ekonomikę edukacji, warunki szkolenia i pracy studentów i nauczycieli, analizuje światowe trendy oraz lokalne praktyki. CEDOS sprzyja rozwoju dostępnej dla wszystkich edukacji wysokiej jakości, która zapewnia rozwój krytycznego myślenia i niezbędnej wiedzy[4]. W ramach kierunku realizowane następujące projekty: Monitorowanie procesu reform szkolnictwa wyższego na Ukrainie[5], ranking transparentności uczelni narodowych[6], opracowanie nowego modelu finansowania szkolnictwa wyższego[7], badanie stanu zawodowych i społeczno-ekonomicznych warunków nauczycieli akademickich[8], nowy model finansowania szkoły wyższej, badanie migracji akademickiej i inne.
- Migracja. CEDOS bada zagadnienia związane z migracją zarobkową, ekonomią polityczną migracji, nielegalną migracją, kryminalizacją imigrantów, integracją uchodźców i imigrantów oraz regulacjami prawnymi migracji[9].
- Miasto. Centrum analizuje lokalną i państwową politykę rozwoju miast, postsowiecką transformację miast, relacje między programami rozwoju miasta, interesami wielkiego biznesu i rzeczywistymi potrzebami mieszkańców. CEDOS bada także narzędzia i metody demokratycznej transformacji przestrzeni miejskiej, wzrostu skuteczności lokalnych samorządów i zwiększenia wpływu mieszkańców w zakresie polityki miejskiej. Centrum współpracuje z lokalnymi ruchami i inicjatywami miejskimi, bada potrzeby wspólnot miejskich i współczesne doświadczenia międzynarodowe[10]. Jednym z projektów kierunku jest monitorowanie dystrybucji i wykorzystywania budżetu Kijowa oraz Programu rozwoju gospodarczego i społecznego miasta[11].
- Dyskryminacja. CEDOS bada socjalne i gospodarcze podstawy narodowej, płciowej oraz rasowej dyskryminacji na Ukrainie, kwestie współzależności dyskryminacji oraz społecznego ustroju i struktury, analizuje narodowościową politykę i (anty)dyskryminacyjne ustawodawstwo. CEDOS bada relację między różnicą płci i nierównością, szczególnie jeżeli chodzi o tradycyjnych rolach płciowych i nierówności na rynku pracy, w organach władzy, w sferze edukacji i opieki zdrowotnej[12]. Również prowadzą się badania instytucjonalnej dyskryminacji oraz relacji między strukturalnymi społeczno-gospodarczymi czynnikami dyskryminacji i miejscem jednostki w kontekście praktyk dyskryminacyjnych[13].
- Protesty. Od końca września 2009 roku projekt monitorowania protestów, represji i ustępstw pod nazwą «Ukrainian Protest and Coercion Data» tworzy bazę wszystkich (niezależnie od tematu i wielkości) wydarzeń protestowych (w tym pozytywnych i negatywnych reakcji na nich, ich formy, uczestników, celów, wymagań, czasu i miejsca wydarzeń oraz innych cech), które odbywają się na terytorium Ukrainy i o których informacja pojawiła się w mediach internetowych. Oprócz stworzenia bazy danych o protestach dla różnych zadań badawczych, głównymi celami są zwiększenie uwagi publicznej do oddolnych protestów społecznych i ekonomicznych ze strony dziennikarzy, naukowców, polityków oraz wsparcie analityczne w celu ochrony prawa do zgromadzeń na Ukrainie we współpracy z kampanią „Na rzecz protestów pokojowych” oraz z innymi ruchami społecznymi i czasopismami aktywistów. Kierownik kierunku - Wolodymyr Iszczenko[14].